# Ptychobranchus
Ptychobranchus é um género de bivalve da família Unionidae.
Este género contém as seguintes espécies:
- Ptychobranchus fasciolaris
- Ptychobranchus greenii
- Ptychobranchus jonesi
- Ptychobranchus occidentalis
- Ptychobranchus subtentum